# Ian McCulloch (snooker)
Pour les articles homonymes, voir Ian McCulloch.
Ian McCulloch, né le 28 juillet 1971, est un joueur de snooker anglais originaire de Preston, dans le comté de Lancashire.
McCulloch compte deux finales classées à son palmarès, mais les a perdues toutes les deux ; à l'Open de Grande-Bretagne en 2002 et au Grand Prix en 2004.  

## Carrière

### Débuts compliqués (1992-1997)
McCulloch se lance sur le circuit professionnel en 1992. Ses débuts à ce niveau sont compliqués puisqu'il peine à atteindre le tableau final des principaux tournois, ce qui l'empêche de décoller au classement. Qualifié pour l'Open du pays de Galles en 1994, puis en 1997, il perd les deux fois au premier tour. 

### Légère progression (1998-2001)
McCulloch connait une légère progression à la fin des années 1990, commençant à se qualifier plus régulièrement pour des tournois de classement, dont le championnat du monde en 2000. L'Anglais réalise même son premier quart de finale, à l'Open du pays de Galles.

### Meilleurs performances (2002-2005)
C'est surtout en 2002 qu'il fait parler de lui pour la première fois, lorsqu'il parvient à rejoindre la finale à l'Open de Grande-Bretagne, après des victoires sur John Higgins et Mark Williams, deux anciens champions du monde. En finale, il est dominé assez nettement par Paul Hunter (9-4). Sa deuxième finale en tournoi classé intervient deux ans plus tard au Grand Prix, où il est à nouveau l'auteur d'un parcours convaincant pour arriver à ce stade de la compétition. Néanmoins, comme en 2002, le natif de Preston ne parvient pas à remporter le titre, battu par Ronnie O'Sullivan, 9 manches à 5. 
Après avoir été quart de finaliste du championnat du monde en 2004, McCulloch fait mieux lors de l'édition suivante, se projettant jusqu'en demi-finale. Après avoir remporté deux victoires au couteau, face à Graeme Dott et Mark Williams, il bat plus facilement Alan McManus en quart de finale. Opposé au Gallois Matthew Stevens, l'Anglais ne passe pas loin d'un exploit mais finit par s'incliner, 17-14. Toutes ces bonnes performances lui permettent d'atteindre le meilleur classement de sa carrière ; 16e mondial. 

### Confirmation difficile (2006-2008)
La confirmation est plus difficile pour McCulloch, qui ne parvient pas à conserver sa place dans le top 16 mondial, duquel il sort après la saison 2005-2006. Grâce à quelques quarts de finale, il réussit quand même à rester parmi les trente meilleurs joueurs de la planète pendant quatre saisons.

### Déclin soudain et retraite (2009-2012)
Après avoir disputé un dernier quart de finale dans un tournoi de classement, au trophée d'Irlande du Nord, en 2008, ses résultats deviennent soudainement catastrophiques. McCulloch se retire du jeu professionnel au terme de la saison 2011-2012, après une saison complètement blanche dans les tournois majeurs. 

## Palmarès
| Légende | Catégorie                      | Titres                         | Finales                        |
|         | Tournois classés               | 0                              | 2                              |
|         | Tournois pro-am                | 1                              | 1                              |
|         | Tournois non classés           | 0                              | 0                              |
| Gras    | Tournois de la triple couronne | Tournois de la triple couronne | Tournois de la triple couronne |

### Titres
| Saison    | Nom du tournoi | Lieu     | Finaliste   | Score | Tableau |
| 2004-2005 | Open de Suisse | Zofingen | Jimmy White | 5-1   |         |

### Finales
| Saison    | Nom du tournoi          | Lieu     | Finaliste         | Score | Tableau |
| 2001-2002 | Open de Grande-Bretagne | Brighton | Paul Hunter       | 4-9   |         |
| 2003-2004 | Open de Suisse          | Zofingen | Bjorn Haneveer    | 4-5   |         |
| 2004-2005 | Grand Prix              | Preston  | Ronnie O'Sullivan | 5-9   |         |